# Богдан Шолаја
Богдан Шолаја (Београд, 8. јул 1951) српски је хемичар, редовни професор на Хемијском факултету Универзитета у Београду и редовни члан САНУ.

## Биографија
Основне студије хемије завршио је 1975. године на Хемијском факултету у Београду, где је и магистрирао 1978. године и докторирао 1984. године код професора Милутина Стефановића.
Постдокторске студије је завршио (1985‒1987) на Институту за органску хемију Универзитета у Цириху.
Бави се органском хемијом, коју и предаје студентима хемије Хемијског факултета у Београду. У звање доцента биран је 1989, ванредног професора 1995. и редовног 2001. године. Био је продекан за финансије Хемијског факултета током 1992. и у периоду 1996-1998.
Дописни је члан Српске академије наука и уметности од 2.11.2006. године, редовни од 1. новембра 2012.
Био је секретар Српског хемијског друштва од 1996. до 2001. године, потпредседник од 2001. до 2005. године и председник од 2005. до 2009. године.
Од 8.12.2009. почасни је председник Српског хемијског друштва.
Ожењен је, отац троје деце.

## Награде и признања
- Заслужни члан Српског хемијског друштва (1993); почасни члан (2009)[2];
- Медаља за трајан и изванредан допринос науци, Српско хемијско друштво (2015)[2]
- Захвалница Српског хемијског друштва као знак признања за дугогодишњи допринос раду Друштва[2]
- Награда за животно дело коју Српско хемијско друштво – основано 1897, додељује својим истакнутим члановима у зрелим научним годинама.[3]